# O’Brien Island
O’Brien Island ist eine kleine Felseninsel mit einer Höhe von maximal 540 m im Archipel der Südlichen Shetlandinseln. Sie liegt 3 km südwestlich von Aspland Island in der von Chile als Islas Piloto Pardo bezeichneten östlichen Inselgruppe des Archipels.
Der britische Seefahrer Edward Bransfield kartierte sie grob auf seiner Antarktisfahrt zwischen Februar und März 1820. Gemeinsam mit den später als Aspland Island und Eadie Island benannten Inseln erschienen sie in seiner Karte als O’Brien’s Islands. Fabian Gottlieb von Bellingshausen benannte die Gruppe bei seiner Antarktisfahrt (1819–1821) im Jahr 1821 als Ostrowa Tri Brata (deutsch Drei-Brüder-Inseln). Der britische Robbenfängerkapitän George Powell (1794–1824) benannte die hier beschriebene Insel auf seiner Karte aus dem Jahr 1822 als O’Brien’s Island. Die heute gültige Benennung geht auf Teilnehmer der britischen Discovery Investigations zurück, welche die Insel im Februar 1937 kartierten.